# Rudno (województwo śląskie)
Rudno (niem. Rudnau) – wieś sołecka w Polsce położona w województwie śląskim, w powiecie gliwickim, w gminie Rudziniec.
W latach 1975–1998 miejscowość położona była w województwie katowickim.

## Nazwa
Nazwa miejscowości wywodzi się od polskiej nazwy żelaza i związana jest z wydobyciem w okolicach wsi jego rudy. Niemiecki nauczyciel Heinrich Adamy w swoim dziele o nazwach miejscowości na Śląsku wydanym w 1888 roku we Wrocławiu jako najstarszą nazwę miejscowości wymienia Rudno podając jej znaczenie "Eisenerzort" czyli w języku polskim "Miejscowość rud". Nazwa wsi została później fonetycznie zgermanizowana na Rudnau i utraciła swoje pierwotne znaczenie.
W księdze łacińskiej Liber fundationis episcopatus Vratislaviensis (pol. Księga uposażeń biskupstwa wrocławskiego) spisanej za czasów biskupa Henryka z Wierzbna w latach 1295–1305 miejscowość wymieniona jest w zlatynizowanych formach Rudno Symonis oraz Rudno Jankonis. W okresie narodowego socjalizmu administracja III Rzeszy zmieniła w 1936 zgermanizowaną nazwę Rudnau na całkowicie niemiecką Braunbach. Obecna nazwa została administracyjnie zatwierdzona 12 listopada 1946.

## Historia
Nazwa wsi wskazuje na występowanie w jej okolicy rud darniowych. Pierwotnie wieś nazywała się Rudno Duże, w odróżnieniu od Rudna Małego, które nazwano później Rudziniec. Wieś wzmiankowana w 1228 roku. Od północnego zachodu znajduje się dawny przysiółek Łaskarzówka, wzmiankowany w 1566 roku.
W 1724 było w Rudnie 130 katolików, 14 protestantów i 8 Żydów.

## Zabytki
- Kościół św. Mikołaja Biskupa Dobroci – neobarokowy kościół z 1922 roku, powstały w miejscu wcześniejszej świątyni pod tym samym wezwaniem. Wewnątrz kilka późnobarokowych rzeźb z XVI wieku, organy piszczałkowe, 17 głosowe (2 manuały z pedałem) wybudowane w 1923 roku przez Firmę Berschdorf z Nysy. Na zewnątrz tympanon z kartuszem Ballestremów.
- Kaplica grobowa Ballestremów oraz nagrobki zmarłych członków tej rodziny.
- Kapliczki przydrożne – z XVIII i XIX wieku.
- Plebania – z 1840 roku.
- Pomnik–Krzyż – pomnik ku czci mieszkańców wsi poległych podczas I wojny światowej. Na cokole krzyża znajdują się nazwiska 75 poległych mieszkańców.
- Pomnik nagrobny – grób zbiorowy wojenny 12 cywilnych mieszkańców wsi rozstrzelanych 25 stycznia 1945 roku przez żołnierzy Armii Czerwonej.

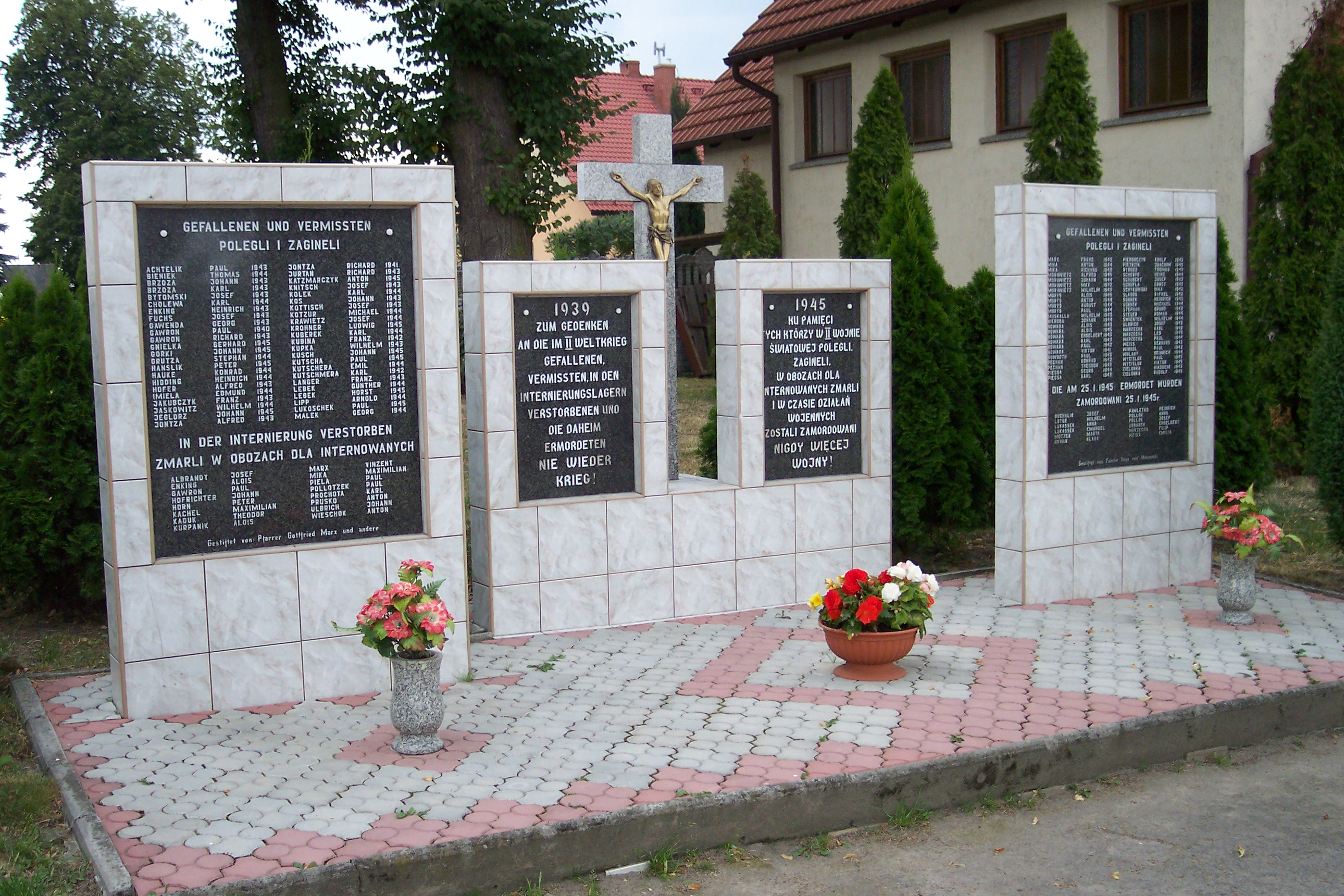
Rudno – Pomnik ofiar wojennych
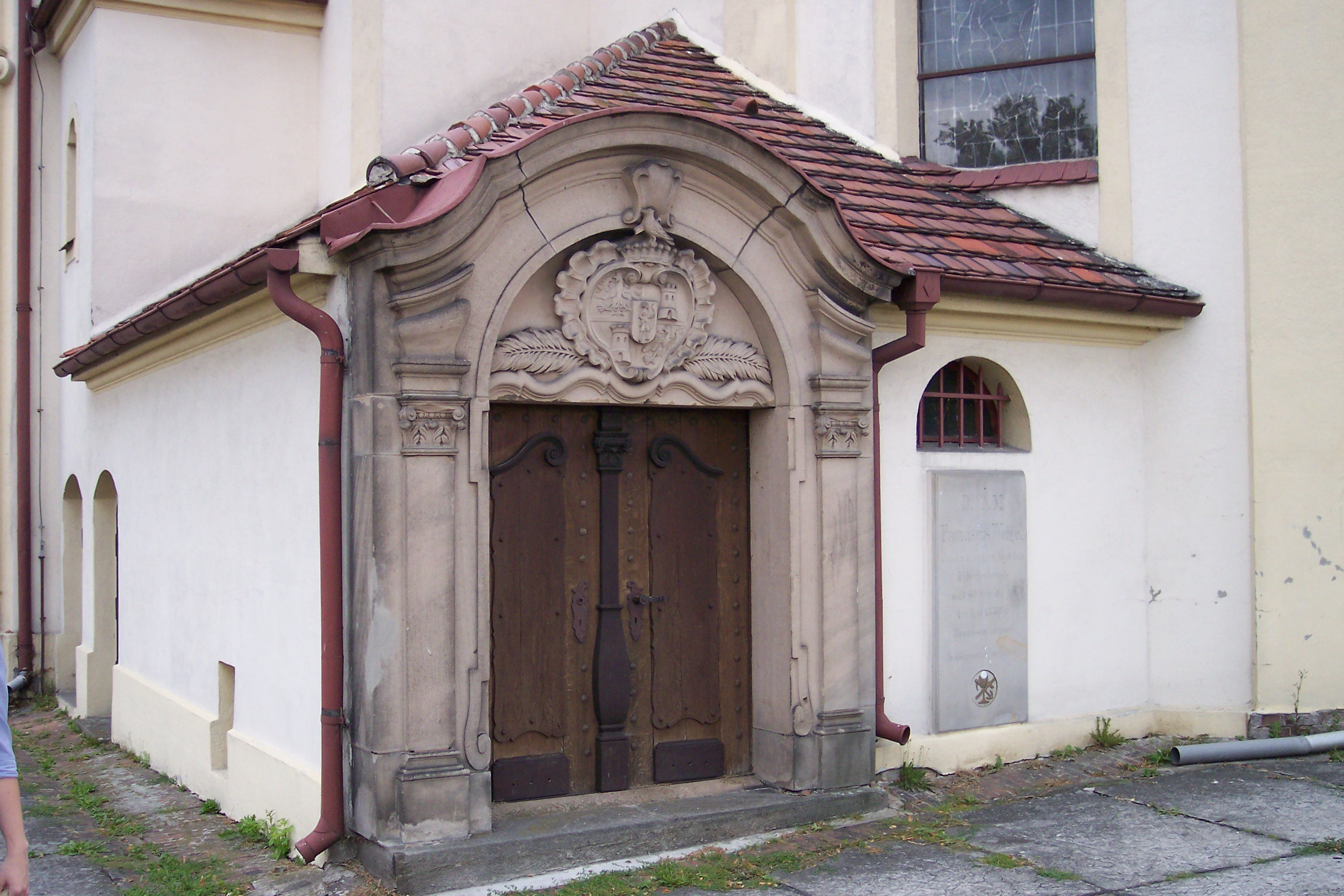
Rudno – Kapliczka grobowa Ballestremów
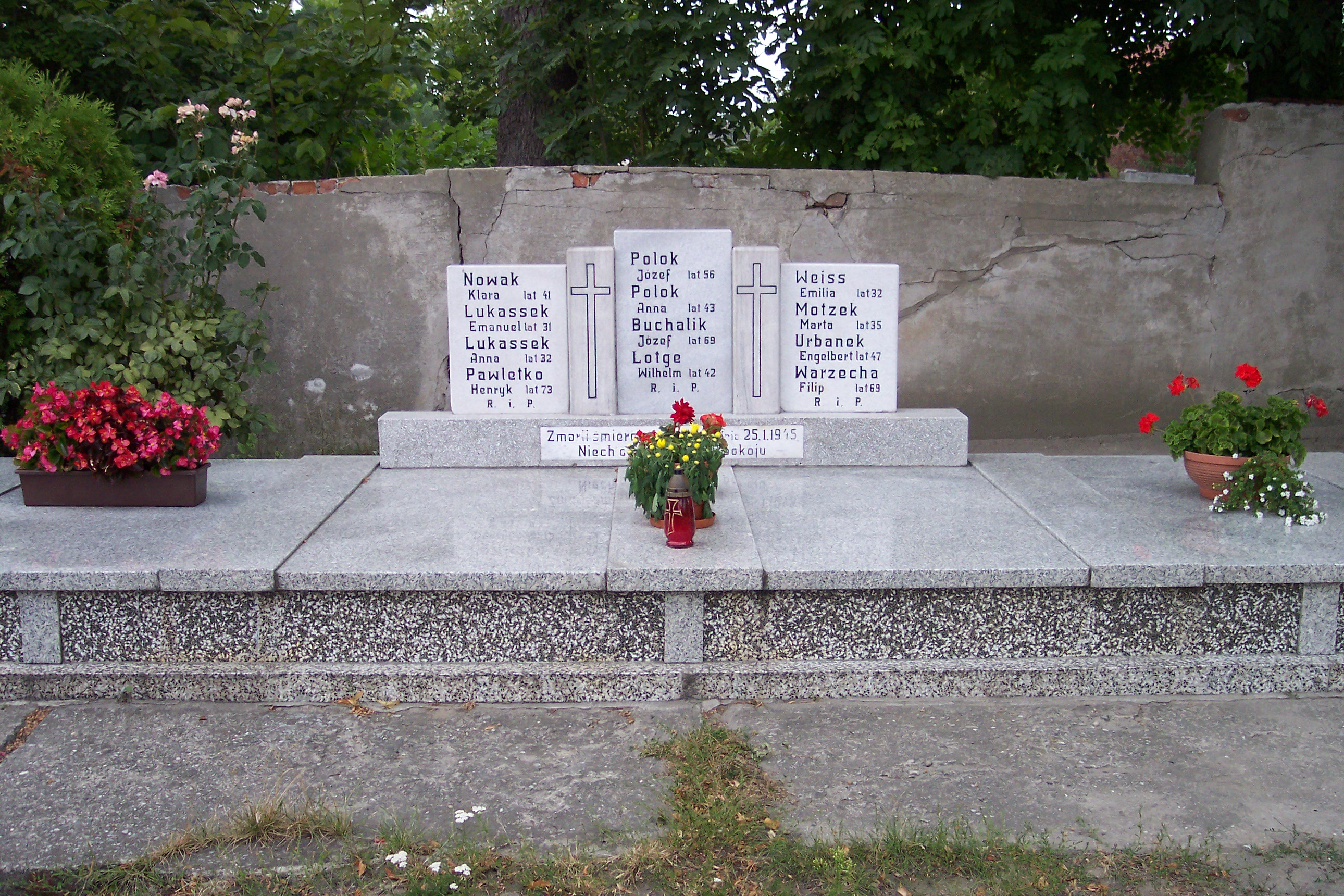
Rudno – Groby osób rozstrzelanych przez Armię Czerwoną

## Edukacja i turystyka
- Szkoła Podstawowa w Rudnie

Przez wieś przebiegają szlaki turystyczne:
- – Szlak Okrężny Wokół Gliwic
- – Szlak Stulecia Turystyki